# 深沢鳳介
深沢 鳳介（ふかざわ おうすけ、2003年11月5日 - ）は、東京都江戸川区出身のプロ野球選手（投手・育成選手）。右投右打。横浜DeNAベイスターズ所属。

## 経歴

### プロ入り前
小学校1年生から地元の野球チーム「雷サンダース」で野球を始める。江戸川区立上一色中学校では軟式野球部に入部し、2年生の時に二塁手から投手に転向。中学では東京大会準優勝、関東大会優勝を果たす。
中学の2学年上に横山陸人がおり、横山を追って専修大学松戸高等学校へ進学。監督の持丸修一からサイドからのリリースが一番力の入る腕の高さだと見立てられ、入学後すぐにスリークォーターから横山と同じサイドスローに転向した。3年春にはエースとして第93回選抜高等学校野球大会に同校史上初出場。中京大中京高校の畔柳亨丞と互角に投げ合い3安打に抑える好投を見せるも0対2で負け1回戦敗退。夏の第103回全国高等学校野球選手権大会では1回戦で選抜準優勝の明豊高校を9回無四球完封勝利で破り専大松戸を甲子園初勝利に導くも、2回戦で長崎商業高校に敗れた。
2021年10月11日に行われたドラフト会議にて、横浜DeNAベイスターズから5巡目で指名を受けた。担当スカウトは吉見祐治。11月14日、契約金3000万円、年俸480万円で契約した（金額は推定）。背番号は43。

### DeNA時代
2022年、入団後しばらくは同期入団の小園健太と共に二軍で体作りに励み、7月28日のイースタン・リーグの読売ジャイアンツ戦でリリーフ登板し、1回を無失点に抑えて実戦デビューを果たした。最終的に二軍戦で4試合に登板し、打者20人に対して5奪三振、無四球と、持ち味の制球力を見せた。
2023年、開幕から二軍の先発ローテーションに加わる。15試合に先発し、6勝6敗、防御率3.28の成績を残す。68奪三振、17与四球でK/BBは4.00を記録した。
2024年は、初めて春季キャンプをA班で迎え、対外試合2試合を投げ5回無失点被安打1とほぼ完璧な投球でアピールを続け、一軍の開幕ローテーション候補にも挙がっていたが、2月25日に行われた東北楽天ゴールデンイーグルスとのオープン戦（宜野湾）で2回を無失点に抑えたところで肘の張りを訴え降板。リハビリ組に合流した後、3月19日に右肘内側側副靱帯再建術（トミー・ジョン手術）を受けたことが球団から発表された。以降はリハビリに専念し、シーズン終了後の11月15日、育成契約への移行が発表された。背番号は043に変更された。
2025年6月12日、イースタン・リーグの千葉ロッテマリーンズ戦に登板し、約1年3か月ぶりの実戦復帰を果たした。

## 投球スタイル
サイドの位置から投げる140km/h台前半の直球とスライダー、ツーシーム、スローカーブといった多彩な変化球で緩急を織り交ぜ、コーナーに投げ分ける制球を持ち味とする。プロ入り後は130km/h台のカットボール、スプリットを織り交ぜて打者を翻弄する。本人はコントロールには自信を持っており、入団会見では「ハマの精密機械と呼ばれるようなピッチャーになりたい」と決意表明をした。

## 詳細情報

### 背番号
- 43（2022年[14] - 2024年）
- 043（2025年[21] - ）